# Anodonthyla montana
Anodonthyla montana Angel, 1925 è una rana della famiglia Microhylidae, endemica del Madagascar.